# Zeekr
Zeekr — китайський бренд електромобілів преміум-класу, що належить Geely Automobile Holdings. 
Заснований в 2021 році, він спеціалізується на електромобілях. Продукти Zeekr побудовані на основі екологічної архітектури, орієнтованої на електромобілі. Zeekr почав поставляти автомобілі 001 у жовтні 2021 року.

## Моделі
- Zeekr 001
- Zeekr 007
- Zeekr 009
- Zeekr X
- Zeekr 7X
- Zeekr 9X
- Zeekr Mix